# 野間半島
野間半島（のまはんとう）は、九州の薩摩半島南西部から東シナ海に突出する半島である。鹿児島県南さつま市に属し、市町村合併の以前は旧笠沙町が半島の大部分を占めていた。広義ではおおむね大浦川より西側に伸びる野間岳などを含む全長約10キロメートルの半島を指し、狭義では野間池から西に伸びる全長約2キロメートルの半島を指す。西端部は野間岬と呼ばれる。

## 地質
広義の野間半島は、白亜紀に形成された川辺層群と呼ばれる砂岩や頁岩、中新世中期に貫入した野間岬花崗岩類と呼ばれる花崗斑岩や石英斑岩、中新世後期につくられた南薩層群と呼ばれる安山岩などからなる。半島東部には阿多カルデラから噴出した阿多火砕流による溶結凝灰岩が分布する。野間池付近を仏像構造線が横切る。
狭義の野間半島は、かつては島であり、土砂が堆積することによって陸繋島となった。地質は川辺層群や野間岬花崗岩類からなり、先端部の野間岬から黒崎瀬にかけては古生代に形成された野間岬変成岩類が分布する。

## 自然環境
野間半島の一帯は「坊野間県立自然公園」に指定されており、旧笠沙町と旧坊津町の一帯を中心に生物保護区も存在している。

### 生物
九州の南西端にあたることから多くの渡り鳥や留鳥が見られるバードウォッチングの適地であり、メジロ、ヒヨドリ、シジュウカラ、オオルリ、ヤマガラ、エゾビタキ、ヤマドリ、アカショウビン、クロツラヘラサギ、サシバなどの猛禽類、オオミズナギドリ、ウミウ、ウミスズメなどの他にも、草垣群島に近いことからカツオドリも一年中確認されている。昆虫としては、チョウやトンボなどが多く見られ、シロチョウ科では世界最大級の種類であるツマベニチョウも分布している他にも、ベニトンボやアオビタイトンボの生息地としても知られる。
陸生哺乳類としては、ホンドテン、ニホンイタチ、ホンドタヌキ、ニホンアナグマ、イノシシ、ニホンザル、ムササビ、ノウサギ、ネズミ類、モグラ、ヒミズ、ジネズミ、コウモリ類などが分布している。陸生爬虫類としてはイシガメやスッポン、ニホンヤモリ、トカゲ類、ヘビ類、両生類ではアカハライモリやカエル類などが知られる。
野間半島と甑島列島の周辺海域は豊かな海洋生態系を有しており、多様な魚類やハクセンシオマネキやサンゴなどの他、鯨類やウミガメ類などの回遊経路や分布域にもなっており、カツオクジラ、ハシナガイルカ、アオウミガメを中心とした種類が生息しており、ホエールウォッチングが行われていた時期も存在する。

### 植生
広義の野間半島はスギやヒノキなどの人工林となっている場所が多く、タブノキやヤブニッケイなどの二次林となっている箇所も見られる。かつてはクロマツの人工林もみられたが、マツクイムシの被害によって衰退した。自然分布している植生としてはクスノキ、マテバシイ、ホルトノキ、バクチノキ、ヒサカキ、アラカシ、ミミズバイ、スダジイなどが知られ、絶滅危惧種も確認されている。山頂付近にはイスノキ、ヤブニッケイ、ヤブツバキなど、標高450メートル付近にスダジイやアカガシなど、海岸付近にサツマノギク、ホソバワダン、マサキ、トベラ、オニヤブソテツ、ハマビワなどが分布する。東部の赤生木には1926年（大正15年）に天然記念物に指定されたヘゴの北限の自生地がある。